# Starogród (gromada w powiecie chełmińskim)
Starogród – dawna gromada, czyli najmniejsza jednostka podziału terytorialnego Polskiej Rzeczypospolitej Ludowej w latach 1954–1972.
Gromady, z gromadzkimi radami narodowymi (GRN) jako organami władzy najniższego stopnia na wsi, funkcjonowały od reformy reorganizującej administrację wiejską przeprowadzonej jesienią 1954 do momentu ich zniesienia z dniem 1 stycznia 1973, tym samym wypierając organizację gminną w latach 1954–1972.
Gromadę Starogród z siedzibą GRN w Starogrodzie utworzono – jako jedną z 8759 gromad na obszarze Polski – w powiecie chełmińskim w woj. bydgoskim, na mocy uchwały nr 24/4 WRN w Bydgoszczy z dnia 5 października 1954. W skład jednostki weszły obszary dotychczasowych gromad Starogród, Bienkówka i Kiełp oraz przysiółek Kałdus Dolny z dotychczasowej gromady Kałdus ze zniesionej gminy Starogród w tymże powiecie. Dla gromady ustalono 19 członków gromadzkiej rady narodowej.
31 grudnia 1959 z gromady Starogród wyłączono wieś Bieńkówka, włączając ją do gromady Kokocko w tymże powiecie, po czym gromadę Starogród zniesiono, włączając jej (pozostały) obszar do gromady Brzozowo w tymże powiecie.